# San Menaio
San Menaio (früher auch San Menaio Garganico) ist eine Fraktion der Gemeinde Vico del Gargano in Italien in der Provinz Foggia, Region Apulien und wird dem Gebiet des Gargano zugeschrieben. Das Küstendorf liegt etwa sieben Kilometer nördlich von Vico del Gargano, innerhalb des Nationalparks Foresta Umbra. Dieser Touristenort zwischen Rodi Garganico und Peschici ist im Sommer fast ausschließlich von Urlaubern bevölkert und im Winter so gut wie ausgestorben.
Bekannt ist San Menaio für seinen langen Sandstrand. und die Pinienwälder, die zu den ältesten und größten in Italien zählen. Der kleine Ort verdankt seine im frühen zwanzigsten Jahrhundert aufkommende Bekanntheit dem Schriftsteller Nicola Serena di Lapigio, der in seinen Werken die malerische Schönheit des Küstendorfes rühmte und dem Maler und Comic-Zeichner Andrea Pazienza, der San Menaio zu seiner Wahlheimat machte.